# Pharyngostrongylidae
Pharyngostrongylidae är en familj av rundmaskar. Pharyngostrongylidae ingår i ordningen Strongylida, klassen Secernentea, fylumet rundmaskar och riket djur. Enligt Catalogue of Life omfattar familjen Pharyngostrongylidae 4 arter. 
Kladogram enligt Catalogue of Life:
| Pharyngostrongylidae | \| \| Pararugopharynx \| \| \| \| \| \| Rugopharynx \| \| \| \| |
|                      | \| \| Pararugopharynx \| \| \| \| \| \| Rugopharynx \| \| \| \| |
|                      | Amidostomatidae                                                 |
|                      |                                                                 |
|                      | Ancylostomatidae                                                |
|                      |                                                                 |
|                      | Ancylostomidae                                                  |
|                      |                                                                 |
|                      | Angiostrongylidae                                               |
|                      |                                                                 |
|                      | Cloacinidae                                                     |
|                      |                                                                 |
|                      | Crenosomatidae                                                  |
|                      |                                                                 |
|                      | Dictyocaulidae                                                  |
|                      |                                                                 |
|                      | Filaroididae                                                    |
|                      |                                                                 |
|                      | Heligosomidae                                                   |
|                      |                                                                 |
|                      | Herpetostrongylidae                                             |
|                      |                                                                 |
|                      | Metastrongylidae                                                |
|                      |                                                                 |
|                      | Molineidae                                                      |
|                      |                                                                 |
|                      | Ornithostrongylidae                                             |
|                      |                                                                 |
|                      | Protostrongylidae                                               |
|                      |                                                                 |
|                      | Pseudaliidae                                                    |
|                      |                                                                 |
|                      | Skrjabingylidae                                                 |
|                      |                                                                 |
|                      | Strongylidae                                                    |
|                      |                                                                 |
|                      | Syngamidae                                                      |
|                      |                                                                 |
|                      | Trichostrongylidae                                              |
|                      |                                                                 |
|                      | Uncinariidae                                                    |
|                      |                                                                 |
|                      | Pararugopharynx                                                 |
|                      |                                                                 |
|                      | Rugopharynx                                                     |
|                      |                                                                 |

|  | Pararugopharynx |
|  |                 |
|  | Rugopharynx     |
|  |                 |